# Dijsselhofplantsoen

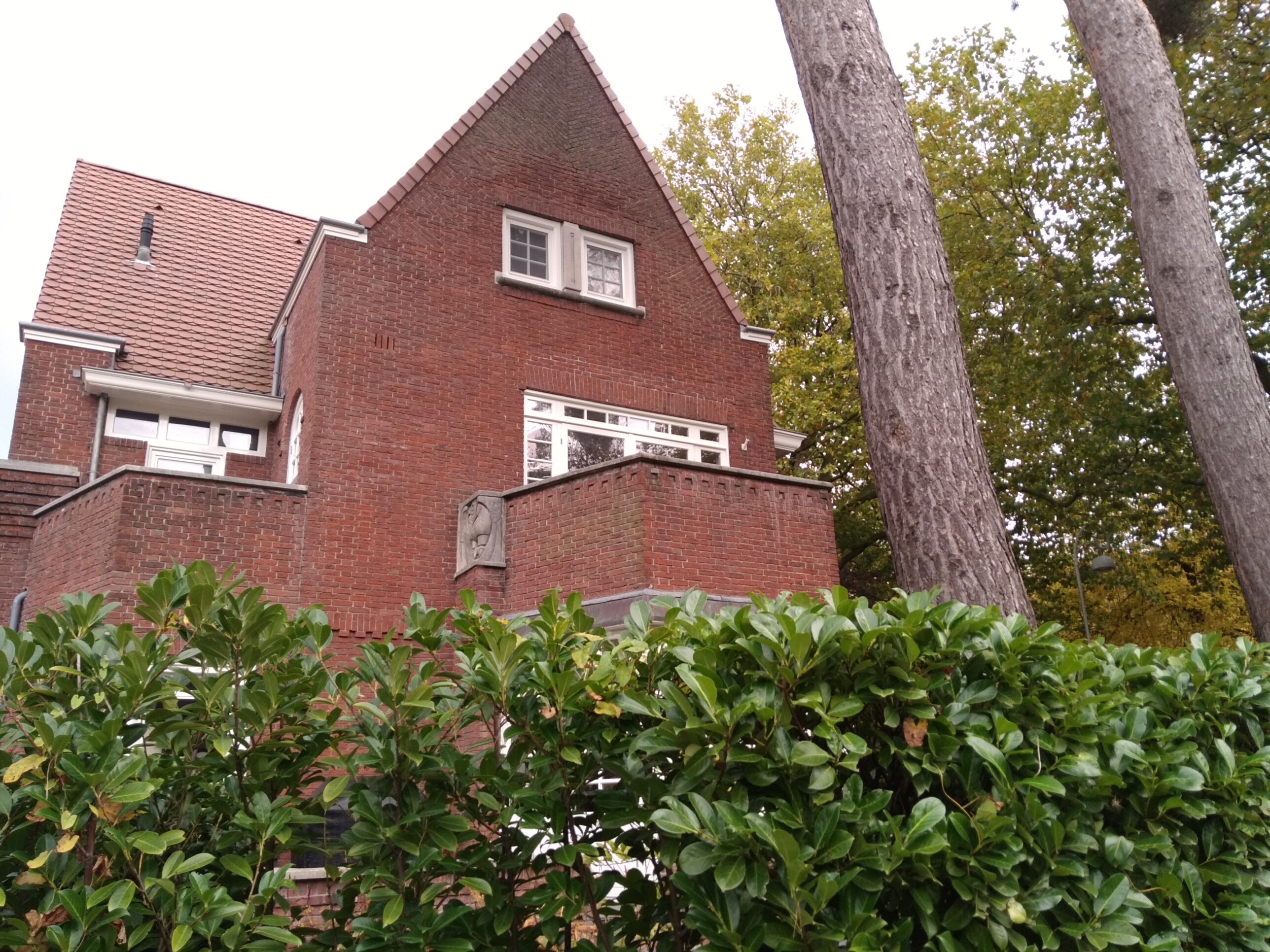
Dijsselhoffplantsoen 2 met een van de beelden (oktober 2020

Het Dijsselhofplantsoen in een straat in Amsterdam-Zuid, Apollobuurt.

## Geschiedenis en ligging
Het plantsoen werd in eerste instantie in 1925 benoemd tot Breitnerplantsoen naar George Hendrik Breitner. De Dijsselhofstraat schampte dat plantsoen aan de westzijde. Toen het Breitner-Witsenfonds nabij de brug 408 naar de Cornelis Schuytstraat een beeld van Breitner wilde (laten) plaatsen gaf de gemeente Amsterdam daartoe akkoord onder de voorwaarde dat de namen stuivertje zouden wisselen. Zo kwam er per 27 juni 1928 een Dijsselhofplantsoen, vernoemd naar de in 1924 overleden kunstschilder Gerrit Willem Dijsselhof en een Breitnerstraat.
Het kreeg de naam plantsoen omdat er voor langere tijd alleen bebouwing zou staan aan de noordzijde van een grasveldje tussen het Noorder Amstelkanaal en de Apollolaan. Het grasveldje zou er tot 1949 blijven; toen was de buurt zo kinderrijk geworden dat er een school (een zogenaamde H-School; twee schoolgebouwen met verbinding) gebouwd moest worden door de Dienst der Publieke Werken. Het groen verdween, maar de woningen hielden hun adres aan een plantsoen; er ontstond door de bouw een extra verbinding van de straat met de Apollolaan. Die school stond er niet lang; in 1971 maakte ze plaats voor een hoteldependence van Hilton Amsterdam Hotel van Frederik Willem de Vlaming, Harry Salm en H.M. Fannis, samen met Huig Maaskant ontwierpen ze het grote hotel. Het plantsoen kijkt uit op het hotelgebouw. Overigens bleef de buurt lommerrijk met de brede groenstrook in de Apollolaan.
Het Dijsselhofplantsoen kende vanwege de symmetrie binnen het Plan Zuid van Hendrik Petrus Berlage een evenknie; het Nicolaas Witsenplantsoen; dat plantsoen is in de loop der jaren geheel verdwenen.
Op huisnummer 14 was van 1962 tot 1989 de Dijsselhofkliniek gevestigd. Het gebouw van Vlaming, Slam en Fennis (Dijsselhofplantsoen 7) is in 2020 in gebruik bij Hotelketen Bilderberg en restaurant De Kersentuin.

## Gebouwen
Er staan in deze straat “slechts” veertien huizen. Met uitzondering van het genoemde kantoorcomplex zijn het stadsvilla’s, te vergelijken met de bebouwing aan de Apollolaan. Er zijn hier gerenommeerde architecten bezig geweest, met name in de stijl Amsterdamse School; een stijl die toen (jaren 20) gangbaar was. Betrokken architecten waren Gerrit Jan Rutgers (2, 4, 6, 10), Zeeger Gulden en Melle Geldmaker (8), Piet Kramer (10), Hendrik Wijdeveld (14), Eduard Cuypers (16-18) en Arend Jan Westerman (1, 3 en 5). Westerman verzorgde ook de aangrenzende villa’s aan Apollolaan 104 en 106. Overeenkomst is te vinden in de gehanteerde bouwstijl van de Amsterdamse-Schoolstijl; verschil zit in de interpretatie per architect van die bouwstijl. Voor de luxe villa’s die hier gebouwd werden is het opvallend dat slechts één tot een monument werd benoemd. Het is villa La Pergola op huisnummer 10. 

### Dijsselhofplantsoen 2-4
Geld speelde bij de bouw van deze dubbele villa geen rol. De eerste bewoners Jacobus Stroobach (2) en Martinus Ross (4) waren directeuren van respectievelijk de Nederlandsch-Indische Escompto Maatschappij en Amsterdamsch Levensverzekering Genootschap en Ziekenfonds. In de jaren 30 en 40 was er een broederhuis in gevestigd. Huisnummer 2 is net iets luxer uitgevoerd; aan de zijgevels van een aanbouw zijn twee gevelstenen met afbeeldingen van roofvogels te vinden; vermoedelijk van Adrianus Remiëns Het huis heeft aan de Apollolaan een gevelsteen met de tekst "Sunny side".  

### Dijsselhofplantsoen 12
Dijsselhofplantsoen 12 is een ook een kleine bijzonderheid. Architect Piet Kramer ontwierp deze villa voor Wichert Arend de Graaf, zijn chef bij de Dienst der Publieke Werken. De Graaf was ook architect.

## Kunst
Er is geen kunst in de openbare ruimte te vinden, maar een aantal gebouwen heeft opvallende gevelkunst. 
- de aanbouw van huisnummer 2: de twee roofvogels
- gevel van huisnummer 6 boven toegangsdeur: Haringbuis Staedigh Aen; aan weerszijden van de glaspartij Zomer en winter van Jaap Kaas; bij de regenpijpen een slapende hond en slapende kat
- gevel van huisnummer Dijsselhofplantsoen 10; twee vogels en een familiesteen
- gevel van huisnummer 14: D’ Werckende metselaer; een gevelsteen die eerder zichtbaar was op Dwars Klooster 6 of 7 (Dwars Klooster lag op de plek waar in de 21e eeuw de Kalverpassage staat). Het huisnummer verschilt van bron tot bron; architecten Gerrit van Arkel en Adriaan Willem Weissman wezen het in hun Noord-Hollandsche oudheden uit 1900 toe aan nummer 7; de steen zou uit omstreeks 1670 zijn
- het restaurant De Kersenstuin heeft een opgewerkte kers aan de gevel hangen.

## Afbeeldingen

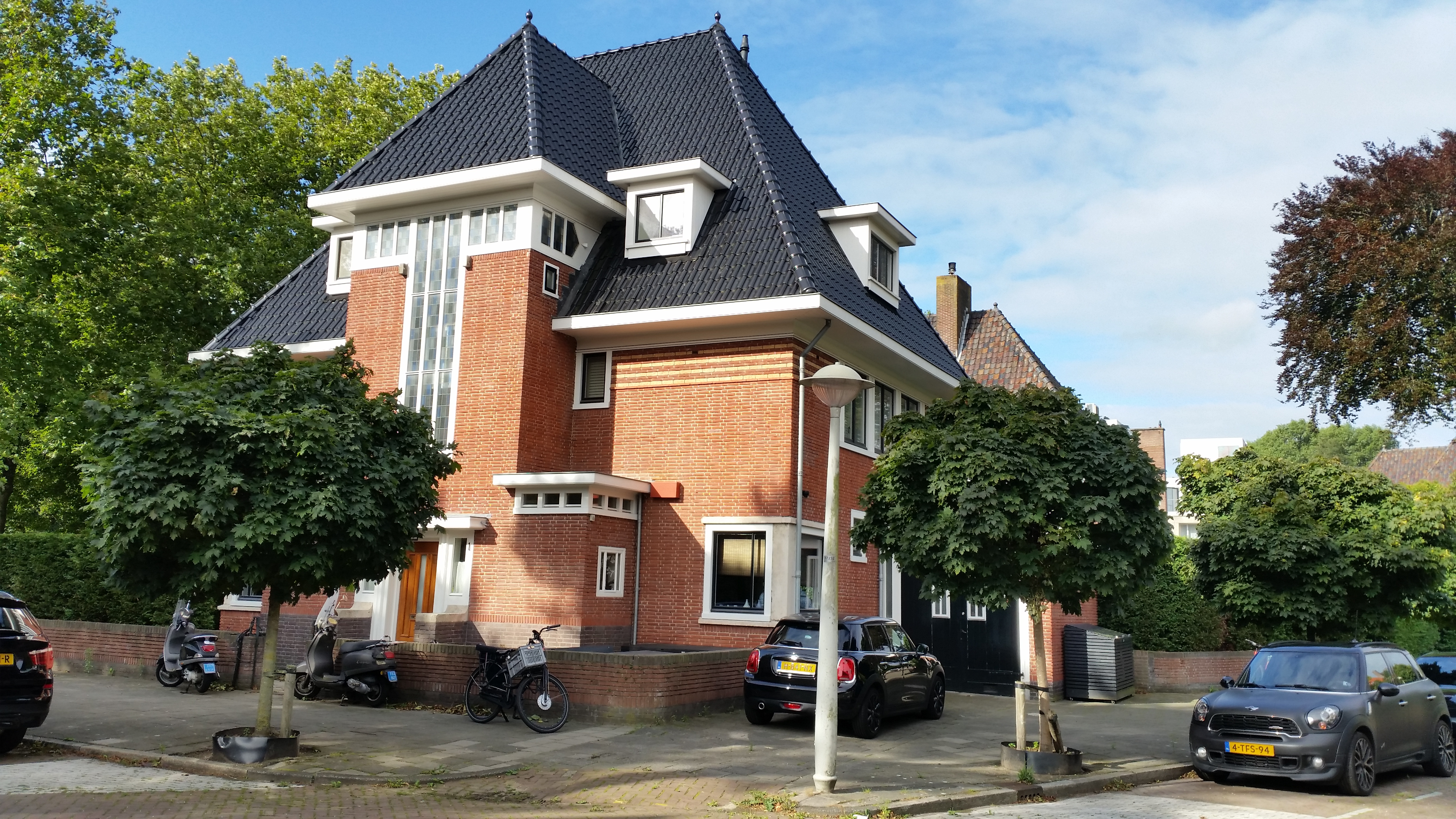
Dijsselhofplantsoen 1 (augustus 2020)
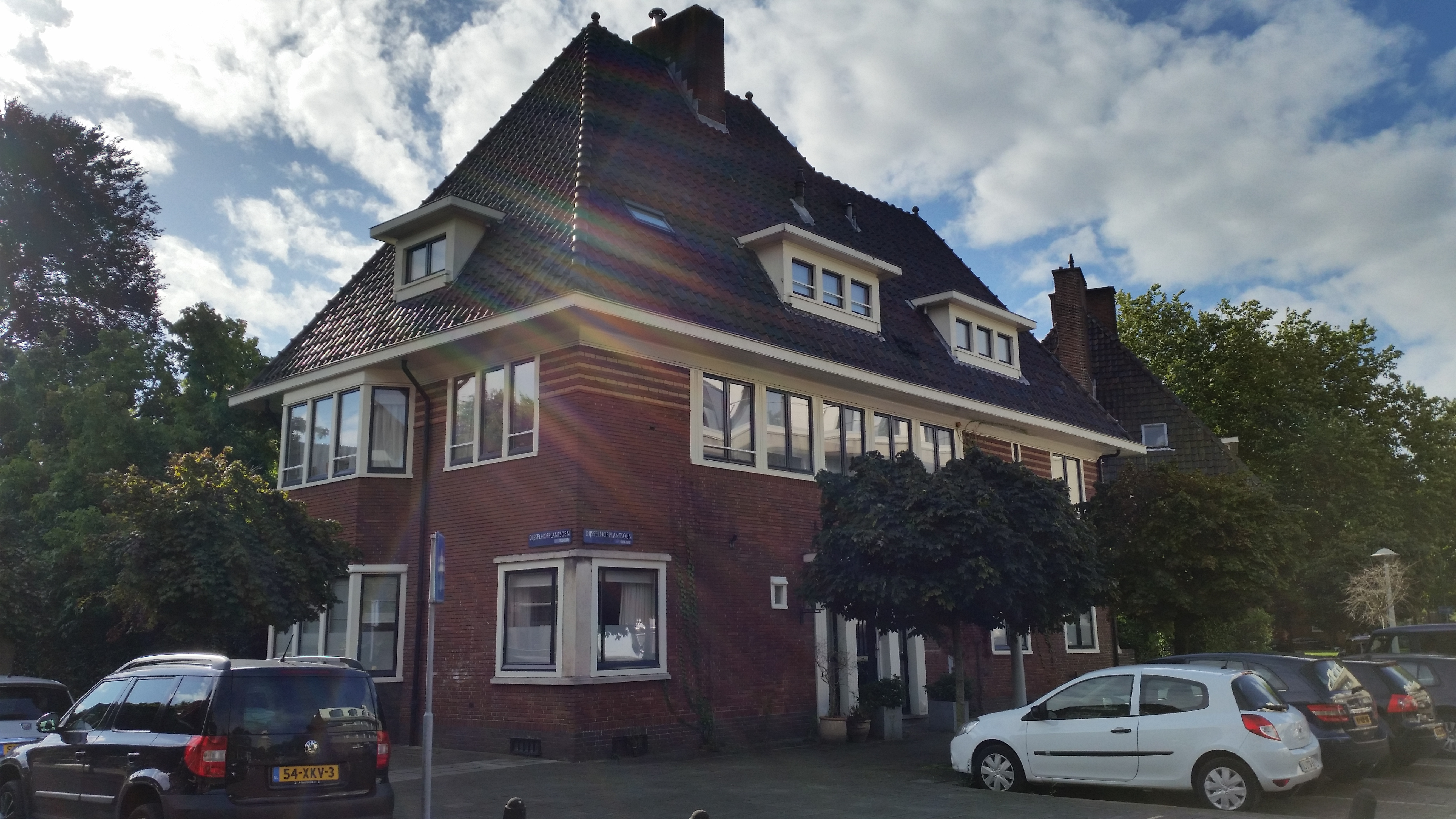
Dijsselhofplantsoen 5 (augustus 2020)
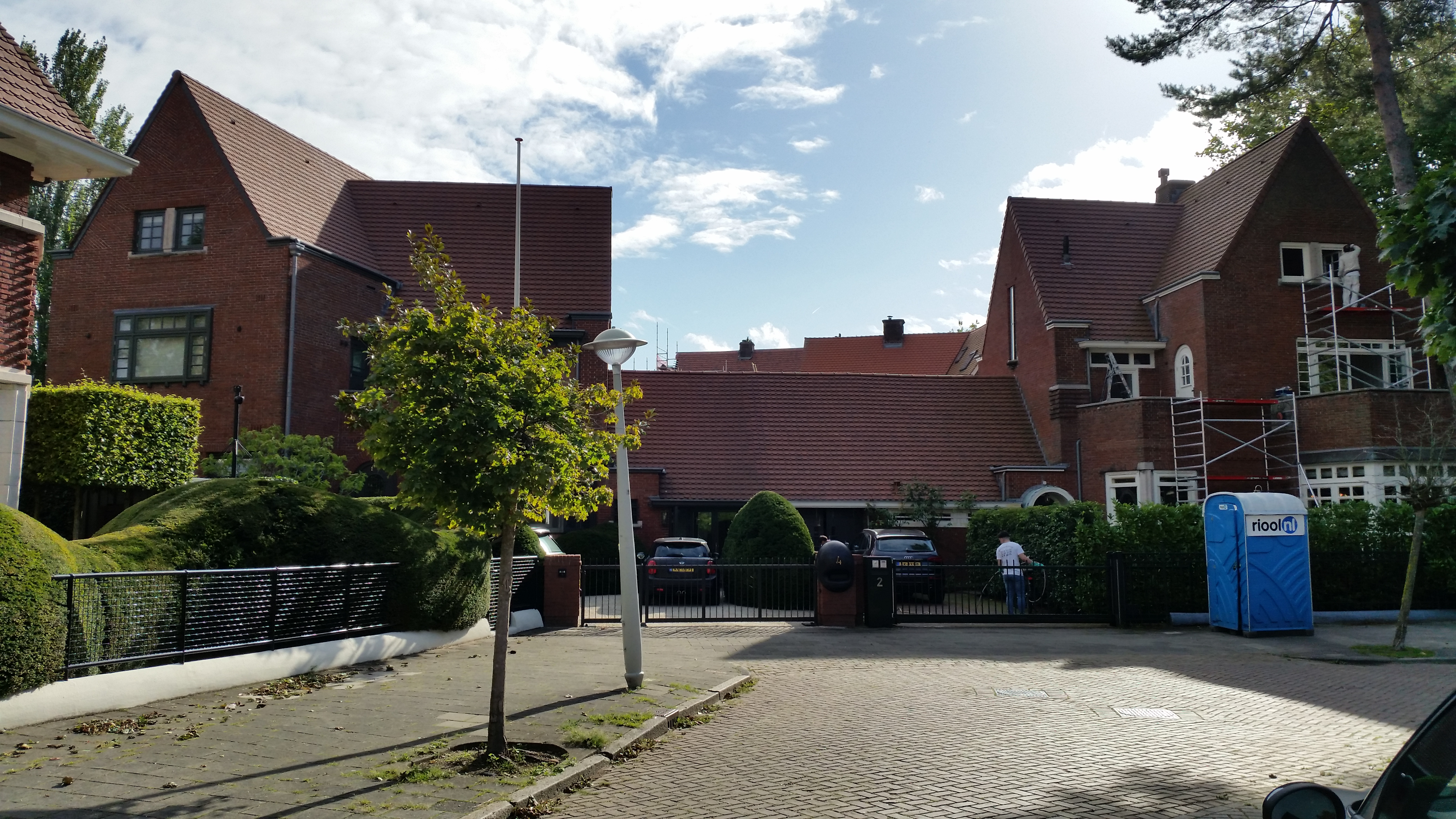
Dijsselhofplantsoen 2-4 (augustus 2020)
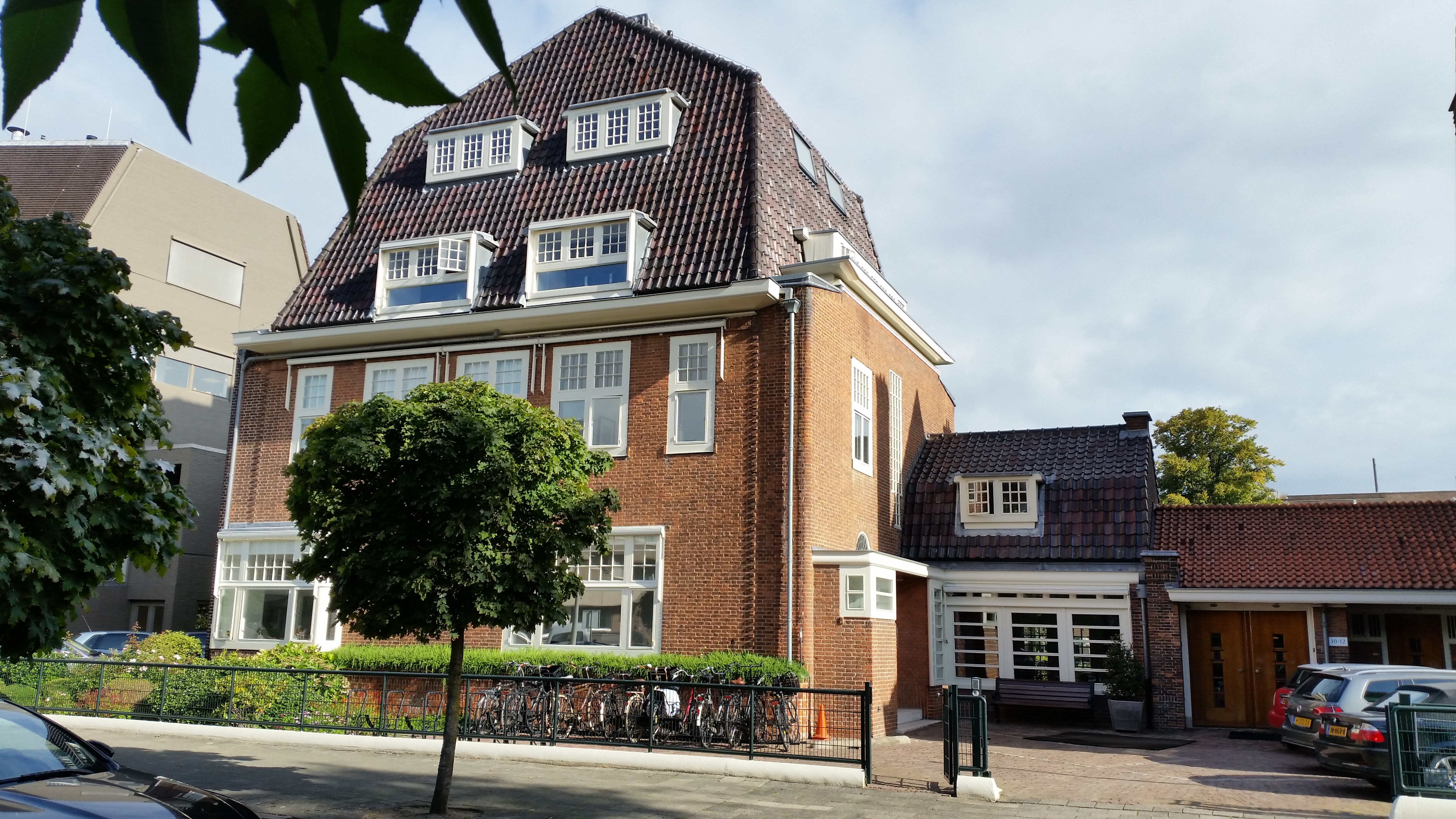
Dijsselhofplantsoen 12 (augustus 2020)
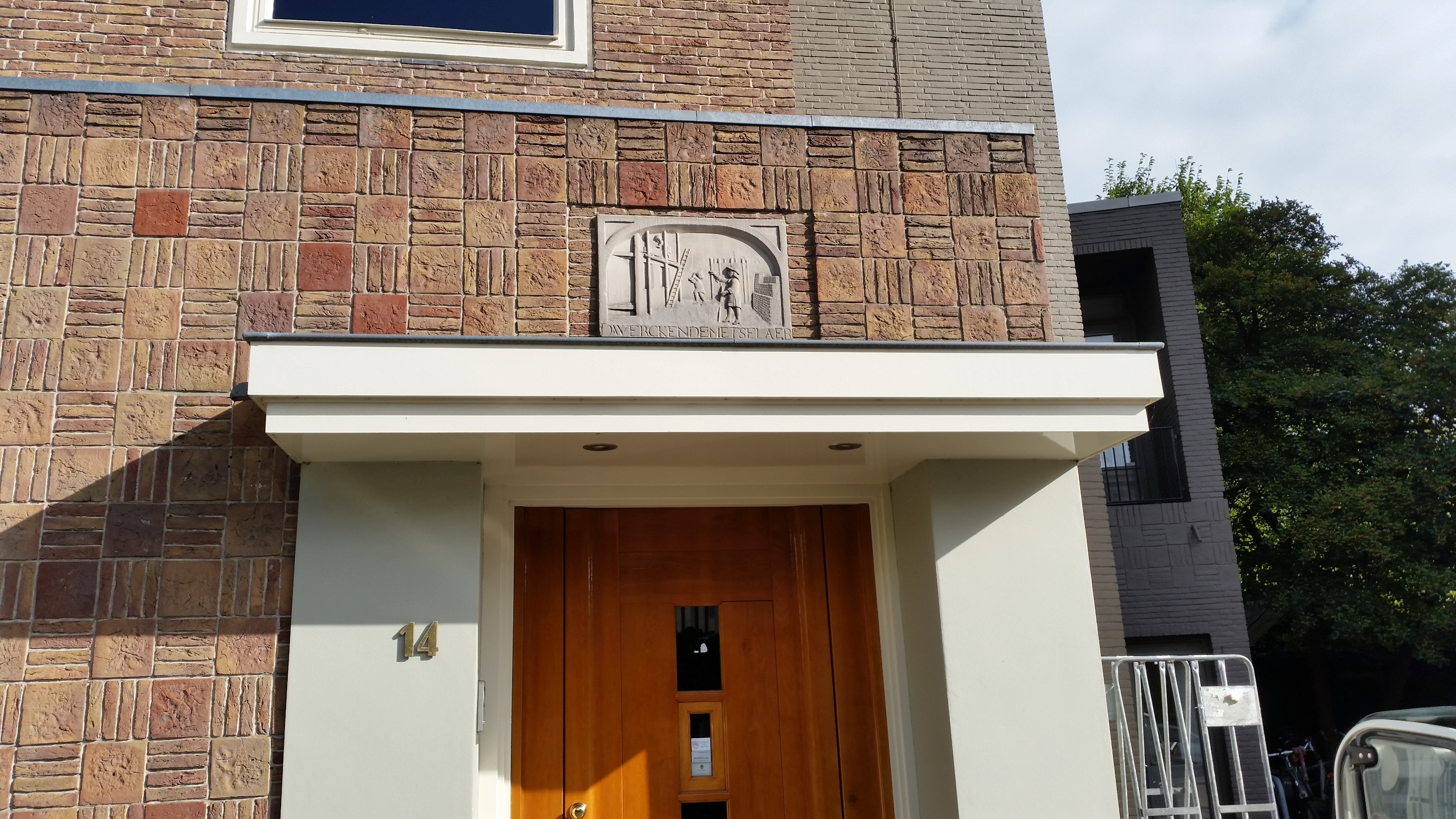
Gevelsteen op nummer 14 (augustus 2020)